# Corlo (Formigine)
Corlo è una frazione del Comune di Formigine, situato nella zona pedemontana della provincia di Modena. Il territorio di Corlo confina a sud con il Comune di Sassuolo e con quello di Fiorano Modenese, ad est con il capoluogo Formigine, a nord con il Comune di Modena, frazione Baggiovara, e a ovest con la frazione Magreta.
Corlo è un paese agricolo, dal suolo pianeggiante posto in leggera discesa verso nord, solcato da numerosi canali di irrigazione di cui il più importante è il Canale di Corlo (X-XI sec.). Il confine con Sassuolo è costituito dal canale della Fossa che venne scavato nel XV secolo per deviare il torrente Formigine verso la Secchia.
È attraversato in senso nord-sud dalla via Radici in piano (SP 486) che collega Modena con Sassuolo e poi prosegue verso il Passo delle Radici al valico con la Toscana.

## Storia
La zona pedecollinare di Modena conserva molte tracce di villaggi preistorici databili dall’età neolitica a quella del bronzo. Corlo si trova all’interno della zona di popolamento terramaricolo (le più vicine terramare documentate da scavi archeologici sono infatti a Formigine e a Magreta) ma sul territorio corlese non ne sono ancora state individuate. Tuttavia a nord del torrente Fossa è stato rinvenuto un sito eneolitico, in seguito occupato da un villaggio etrusco e poi da un sito romano (insediamento rurale e fornace di laterizi). Nella campagna di Corlo sono state ritrovate altre tracce di insediamenti romani databili fra il II sec. a. C. e il IV - V sec. d. C., la frazione si trova infatti della zona interessata dalla centuriazione romana, iniziata dopo la fondazione di Modena del 183 a.C.  Ancora oggi alcune delle strade principali del paese, orientate nord-sud, corrispondono ai cardini della centuriazione. Nel periodo romano probabilmente non esisteva un centro abitato bensì delle abitazioni rurali sparse nella campagna (1).
La prima menzione di Corlo (“Curlo”) è in un contratto del 855 d.C. custodito nell’archivio capitolare del Duomo di Modena (2). Forse il nome del luogo derivò da un piccolo corso d’acqua (rio Corlo) che scendendo dalle colline di Fiorano attraversava la pianura dirigendosi verso la Secchia.
Il rio Corlo ebbe il privilegio di svolgere un ruolo importantissimo nella rinascita della città di Modena. La città romana era decaduta nel corso del VI e VII secolo d.C. ed aveva subito forti alluvioni tanto che buona parte dei cittadini l’avevano abbandonata. La rinascita cominciò nel IX secolo. Nell’892 il vescovo della città, Leodoino, ottenne dall’imperatore Guido di Spoleto sia il permesso di ricostruire Modena che il privilegio sulle acque del Secchia e del Panaro, allo scopo di scavare canali e costruirvi mulini: cominciò così il lavoro di bonifica rivolto a sconfiggere il pericolo delle inondazioni che avevano in parte sommerso la città romana di Mutina. Il “Canale di Corlo” è probabilmente il più antico dei canali extraurbani fatti scavare dall’autorità cittadina e venne tracciato, sfruttando l’alveo del rio Corlo, per dirigere parte delle acque del Secchia verso Modena in modo da azionare numerosi mulini di proprietà ecclesiastica (3). Fu forse anche grazie a questa fonte di reddito che si poté costruire il grande duomo romanico di Lanfranco e Wiligelmo (1099-1184).
Nel 1172-92 fu scavata una derivazione che da Corlo, tramite un partitore, si dirige verso Formigine (detto appunto il “Canale di Formigine”). Probabilmente in questo periodo si dovette sviluppare il nucleo più antico del villaggio di Corlo, il cosiddetto “Borgo”, che è situato lungo la via omonima (4).
Da una bolla pontificia di Lucio III del 1181 sappiamo dell'esistenza a quest’epoca a Corlo una chiesa parrocchiale dedicata a San Martino vescovo (5). La chiesa, demolita all'inizio del XIX secolo, sorgeva lungo la via Corletto, antico cardine romano della centuriazione (6).
Nel 1201 una cruenta battaglia si svolse tra modenesi e reggiani a Corlo presso il ponte del Sanguineto, sul canale di Corlo, battaglia persa dai modenesi che in seguito, per rinforzare il controllo del territorio e dei suoi preziosi canali, fecero costruire il castello di Formigine.
Nel 1373 i signori di Sassuolo, i Della Rosa, sottrassero per sempre il territorio di Corlo al Comune di Modena. In seguito Corlo passò sotto il controllo delle diverse casate nobiliari che si avvicendarono alla guida di Sassuolo (Gli Este, poi i Pio di Savoia e dal 1609 di nuovo la casa D’Este). Le fonti del XVI secolo citano l’esistenza di due centri, Corlo superiore (cioè verso la montagna) e Corlo inferiore (cioè verso la pianura) detto anche il Corleto (o Corletto), oggi non più esistente come frazione ma solo come toponimo, dotato di una sua chiesa dedicata a Sant'Ambrogio. Del 1589 è una rappresentazione della villa di Corlo nella serie degli affreschi della sala “del catasto” nel castello di Spezzano(7). Vi appare un borgo agricolo con un canale che vi scorre nel mezzo.
Nel 1416 circa per volere della città di Modena venne deviato verso la Secchia il corso del torrente Formigine, per evitare le inondazioni che periodicamente affliggevano la città. Ancora attualmente il canale artificiale scavato a tale scopo, detto “la Fossa” segna il confine di Corlo verso Sassuolo e Fiorano (8). Per permettere il passaggio del Canale di Corlo sotto la Fossa venne costruito un sifone in muratura (detto oggi la botte del “Dosile”).
Nel 1640 Corlo entrò a fare parte della podesteria di Formigine.
In quest’epoca Il territorio di Corlo era un insieme di feudi agricoli appartenenti al beneficio della chiesa parrocchiale o ad altri enti religiosi della provincia e per il rimanente di proprietà di alcune famiglie nobili di Sassuolo e di Modena (Medici Caula, Fontana, ecc.). Dal XV al XIX secolo queste famiglie fecero costruire eleganti ville utilizzate come residenze estive, affiancate dalle abitazioni rurali di servizio, spesso fornite di una cappella indipendente e a volte anche di un parco. Esse costituiscono tutt’oggi un patrimonio architettonico e storico importante, che caratterizza e nobilita ciò che rimane dell’antico paesaggio rurale.
Un importante cambiamento avvenne nella religiosità locale tra XVII e XIX secolo: verso la fine del Cinquecento un contadino trovò nei campi un frammento di affresco raffigurante una Madonna con Bambino e la comunità l’appese ad un albero, come si usava con le immagini sacre in zona rurale. Essendosi verificate delle guarigioni miracolose, si sviluppò un culto mariano attorno all’immagine che venne custodita in una piccolissima cappella in muratura (9). Nella seconda metà del XVIII secolo venne costruito un oratorio più grande per custodire l’immagine. Nel 1799 il sacerdote don Sante Montorsi decise di fare ingrandire e trasformare tale oratorio in una nuova chiesa parrocchiale, dato che l’antica chiesa parrocchiale di San Martino minacciava rovina. Il progetto fu elaborato dall’architetto neoclassico modenese Giuseppe Maria Soli che adottò forme neo-cinquecentesche ed una pianta pseudo-centrale ispirata alla basilica della Ghiara di Reggio Emilia, mentre la vecchia chiesa fu adibita a cimitero, secondo le nuove idee igieniche del riformismo illuminato a cui evidentemente il prevosto Montorsi era vicino (10). La nuova chiesa parrocchiale conservò San Martino come patrono ma funse anche da santuario della Madonna della Neve. Nel XX secolo poi,  nel luogo dove sorgeva la vecchia chiesa di S.Martino Vescovo venne costruita la scuola materna Madonna della Neve. 
L’abitato moderno della frazione si è sviluppato soprattutto nel secondo dopoguerra, in particolare attorno alla parrocchiale e lungo la via di comunicazione tra Formigine e Magreta. La popolazione è infatti costantemente cresciuta dall’inizio del Novecento. È presente una scuola elementare con annesso asilo nido. La chiesa è il principale centro di aggregazione e gestisce l’asilo infantile ed i principali servizi formativi per il tempo libero dei giovani. L’associazione sportiva “A.S. Corlo”, fondata da don Adelmo Martinelli nel 1968, organizza diverse attività sportive per la comunità e in particolare allena numerose squadre di calcio maschile e di pallavolo femminile (12).
Lo sviluppo economico ha visto la nascita di piccole e medie aziende artigiane (meccanica, chimica) ma il carattere agricolo del territorio è ancora prevalente e gli antichi fondi feudali sono divenuti delle imprese agricole private. Importante la produzione vinicola (Lambrusco Grasparossa), l’allevamento di bovini da latte per la produzione del Parmigiano Reggiano e l’allevamento di suini.
Dal 2005 in primavera si svolge la manifestazione “Magnalonga” di Corlo, percorso enogastronomico nelle campagne del territorio, con grande concorso di iscritti provenienti anche da altre regioni (13). La sagra della Madonna della Neve si tiene ogni anno nella settimana precedente il 5 agosto, anche questa con grande partecipazione della popolazione locale (14).

## Edifici
Numerosi edifici rurali databili dal XVI al XIX secolo popolano la campagna. Sono presenti varie tipologie, in particolare a corte aperta (in alcuni casi anche con torre colombaia), ad elementi separati e ad elementi congiunti (a porta morta), in diverso stato di conservazione ed integrità.
. Il Dosile o Botte di Corlo: manufatto idraulico creato nel XV sec. allo scopo di fare passare il canale di Corlo sotto la Fossa. Nel XVIII secolo fu riparato ed ampliato assumendo la forma che presenta oggi, con sifone sotterraneo in laterizi lungo 45 metri e quattro scolmatori (ultimo intervento del 1804). È attualmente gestito dal Consorzio della Burana (15).
. Mulino di Corlo, sul canale omonimo, lungo la via Radici in piano. Risalente forse al XVI secolo, presenta una bella facciata a capanna con cornice in laterizi a denti di sega di tradizione romanico-gotica (analoga a quella dei muri laterali esterni della chiesa di San Pietro di Modena, fine XV sec.).
. Casino Montorsi poi Opera pia Montorsi in via Borgo, insieme di edificio signorile (utilizzato come scuola elementare alla fine dell’Ottocento) e rustici, databile al XVIII secolo (16).
. santuario della Madonna della Neve: 1799-1802 (G.M. Soli). All’interno quadro votivo con nucleo ad affresco trasportato su tela (XVI secolo) e aggiunte del XVII sec.; tela di anonimo dell’inizio del XVII secolo con Madonna in trono, S. Rocco, S. Sebastiano e il beato Andrea Avellino, proveniente dalla precedente parrocchiale;  tela raffigurante San Martino che divide il mantello, realizzata nel 1843 da Domenico Baroni, allievo del pittore purista modenese Adeodato Malatesta; un organo del XVIII sec. attribuito ad Agostino Traeri. Campanile sempre su disegno di G.M. Soli, costruito dal 1822 al 1824.  A fianco della parrocchiale canonica realizzata fra 1816 e 1818 (17).
Alcune delle ville private presenti sul territorio (18):
. villa Castellani Tarabini (già Medici Caula), risalente al XV secolo, ristrutturata nel 1673.
. villa Leonardi (già Fontana e Ferrari) del XVII secolo: grande villa a corte chiusa con oratorio in stile tardo barocco, dedicato a Santa Croce.
. villa Fontana, di origine seicentesca ma rimaneggiata nel XIX secolo, con annessi rustici del XVII sec. e interni decorati nell’Ottocento dall’artista carpigiano A. Becchi.
. villa Bisbini (già Fontana), del XVII secolo, con chiesetta tardo barocca dedicata a Sant’Anna.
. villa Teggia-Droghi, del XIX secolo.
. villa Chiozzi, del XIX secolo, con parco all’inglese.
. Villa Angeli, del XIX secolo, con parco, ora trasformata in Hotel.

## Sport
La frazione è rappresentata dall'omonima Associazione Sportiva, attiva nel settore della Pallavolo femminile e maschile con squadre iscritte al massimo campionato regionale, nel calcio (in prima categoria) e nella danza.